# منزل لعيد الميلاد
منزل لعيد الميلاد هو فيلم من نوع كوميديا دراما وعيد الميلاد ‏ أُصدر في 12 نوفمبر 2010. الفيلم من إخراج وسيناريو بنت هامر. الفيلم مستوحى من مجموعة من القصص القصيرة للكاتب النرويجي ليفي هنريكسن، بعنوان "فقط هدايا ناعمة تحت الشجرة". تتقاطع هذه القصص أحيانًا مع بعضها البعض، وتدور جميعها في مدينة سكوغلي الخيالية التي ابتكرها هنريكسن، وذلك على مدار بضع ساعات في ليلة عيد الميلاد.

## القصة
بعد تمهيد يحدث في يوغوسلافيا السابقة المدمرة بالحرب، يتابع الفيلم العديد من احتفالات عيد الميلاد المختلفة في البلدة النرويجية الصغيرة "سكوغلي". بول هو عامل يبلغ من العمر ثلاثة وثلاثين عامًا، يدخل إلى مكتب طبيبه مطالبًا بوصفة طبية، ثم يبدأ في سرد جميع مشاكله. الطبيب يعاني من صعوبات في زواجه ووضعه المالي (لقد ترك زوجته الغاضبة للعمل في مكالمات الطوارئ في ليلة عيد الميلاد). هناك أيضًا رجل مسن يُحضر طقوسًا غامضة، وشحاذ يلتقي بحبيبة قديمة، وزوجان في منتصف العمر يعيشان لحظات من العاطفة، وفتى واقع في حب جاره المسلم دون أمل، وزوجان شابان مهاجران تعطلت سيارتهما بينما كانت الزوجة على وشك الولادة. تقع أحداث الفيلم في النرويج.

## طاقم التمثيل
- نينا أندريسن بورود بدور كارين.
- أريانيت بيريشا بدور غوران.
- يواكيم كالميير بدور سيمون.
- تروند فوسا بدور بول.
- ليفي هنريكسن.
- سيسيلي موسلي بدور إليز.
- إيغور نيكيمر بدور الصربي.
- توماس نورستروم بدور كريستين.
- كاي ريملوف.
- مورتن إيلسينغ ريسنيس بدور توماس.
- سارة بينتو ساكور بدور بينتو.
- إيساكا سوادوغو بدور والد بينتو.
- كريستين رووي سليتباكين بدور تون.
- ناديا سوكوب بدور والدة غوران.
- كير ري هوغن سيدنيس بدور هروار.
- فريدتيوف ساهم بدور كنوت.
- ريدار سورينسن بدور جوردان.
- نينا زنجاني بدور المرأة الألبانية.
- إنغن بيت ين بدور يوهان جاكوبسن.[10]

## الإنتاج
موسيقى الفيلم التصويرية كانت من تأليف John Erik Kaada ‏.

## الاستقبال
الجوائز:
- جوائز أماندا، النرويج 2011.

الترشيح:
- أفضل ممثل مساعد (Årets mannlige birolle) - تروند فوسا.
- أفضل تصوير سينمائي (Årets foto) - جون كريستيان روزنلوند.
- أفضل تصميم صوت (Årets lyddesign) - بيتر فليديبي.

- مهرجان ريفيرران الدولي للأفلام 2011.

- جائزة اختيار الجمهور.
- أفضل فيلم روائي طويل - بينت هامير.

جوائز المهرجانات
- أفضل سيناريو - مهرجان سان سيباستيان 2010.
- مهرجان تورونتو السينمائي الدولي 2010.
- مهرجان لندن السينمائي الدولي.
- مهرجان ساو باولو السينمائي.
- مهرجان هامبورغ السينمائي.
- مهرجان لوبيك السينمائي.

## وصلات خارجية
- منزل لعيد الميلاد على موقع IMDb (الإنجليزية)
- منزل لعيد الميلاد على موقع ألو سيني (الفرنسية)
- منزل لعيد الميلاد على موقع Turner Classic Movies (الإنجليزية)
- منزل لعيد الميلاد على موقع أول موفي (الإنجليزية)
- منزل لعيد الميلاد على موقع فيلمافينيتي (الإسبانية)
- منزل لعيد الميلاد على موقع قاعدة بيانات الأفلام السويدية (السويدية)
- منزل لعيد الميلاد على موقع قاعدة بيانات الفيلم (الإنجليزية)
- منزل لعيد الميلاد على موقع ليتربوكسد (الإنجليزية)
- منزل لعيد الميلاد على موقع كينوبويسك (الروسية)